# Turuçu
Turuçu là một đô thị thuộc bang Rio Grande do Sul, Brasil. Đô thị này có diện tích 254,933 km², dân số năm 2007 là 3829 người, mật độ 15,02 người/km².